# Katalin Oláh
Katalin Oláh, född den 6 juli 1968 i Hajdúnánás, är en ungersk orienterare som blev världsmästarinna på klassisk distans 1991 och 1995. 